# Ільїн Сергій Іванович
Сергій Іванович Ільїн (нар. 10 січня 1987, Чернівці, УРСР) — український футболіст, півзахисник.

## Життєпис

### Кар'єра
Вихованець футбольної школи «Буковина» (Чернівці). Перші кроки на професійному рівні робив у донецькому «Шахтарі» за третю та другу команди. Впродовж 2006—2008 роках грав за дубль криворізького «Кривбаса» та луганської «Зорі», де загалом провів 42 матчі і відзначився 6 голами. У 2009 році грав у аматорському колективі ФК «Лужани».
Більшу частину своєї кар'єри гравця провів у різних клубах першої та другої ліг українського футболу. Зокрема, в таких клубах як «Буковина» (Чернівці), «Нива» (Тернопіль), «Десна» (Чернігів), «Геліос» (Харків) та ФК «Полтава». Також частину своєї кар'єри провів у вищих лігах Молдови та Латвії, в таких клубах як ФК «Тирасполь» та ФК «Єлгава».
Згодом грав у команді Івано-Франківської області «Гуцульщина» (Косів). З 2015 року з певними перервами виступає за аматорський футбольний клуб «Волока», з яким вже неодноразово ставав переможцем різних обласних змагань. Влітку 2018 року став володарем областного кубка, а у листопаді — володарем Суперкубка в складі ФК «Коровія».
У 2020 році став гравцем клубу УСК «Довбуш» (Чернівці), з яким теж виграв обласний титул та активно виступав у чемпіонаті України серед аматорів. З травня 2021 по серпень 2023 року гравець ФК «Фазенда» (Чернівці). Також паралельно працює тренером у ДЮСШ «Буковина».

### Особисте життя
Розлучений, має доньку Анастасію.

## Досягнення
Професіональний рівень
- Переможець Другої ліги України (1): 2009/10.

Аматорський рівень
- Півфіналіст Кубка України (2): 2015, 2022/23.
- Чемпіон Чернівецької області (5): 2015, 2016, 2019, 2020, 2022/23.
- Володар Кубка Чернівецької області (5): 2009, 2016, 2017, 2018, 2019.
- Володар Суперкубка Чернівецької області (5): 2015, 2016, 2017, 2018, 2019.